# Andrej Kranjc
Andrej (Aleksej) Kranjc, slovenski geograf, * 5. november 1943, Ljubljana, † 7. januar 2023, Ljubljana-Črnuče.
Kranjc je leta 1971 diplomiral na ljubljanski Filozofski fakulteti in tam leta 1987 tudi doktoriral. Leta 1966 se je zaposlil na Inštitutu za raziskovanje Krasa pri SAZU v Postojni. Od 1987 je bil tam znanstveni sodelavec, 1988 pa je postal upravnik inštituta.
Leta 1995 je bil izvoljen za izrednega, 2001 za rednega člana SAZU, v letih 2008–14 je bil njen glavni tajnik, 2014–17 pa podpredsednik SAZU za področje naravoslovja, biomedicinskih in tehniških ved. Na SAZU je deloval tudi kot predsednik Sveta za varovanje okolja.
V letih 2018–22 je bil tudi podpredsednik Slovenske matice za področje prirodoslovja.
Leta 1998 je kot prvi prejel državno Priznanje za raziskovalne dosežke, s katerimi se utrjuje in razvija identiteta Slovenije.
Od leta 2009 je bil zaslužni profesor Univerze v Novi Gorici. 